# Мерченаско
Мерченаско (італ. Mercenasco, п'єм. Mersnasch) — муніципалітет в Італії, у регіоні П'ємонт,  метрополійне місто Турин.
Мерченаско розташоване на відстані близько 540 км на північний захід від Рима, 35 км на північний схід від Турина.
Населення — 1246 осіб (2014).
Щорічний фестиваль відбувається 22 липня. Покровитель — Santa Maria Maddalena.

## Демографія
Населення за роками:

Станом на 1 січня 2023 року в муніципалітеті офіційно проживало 286 іноземців з 20 країн, серед них 111 громадян країн Євросоюзу.

## Уродженці
- Карло Капра (*1889 — †1966) — італійський футболіст, захисник, згодом — футбольний тренер.

## Сусідні муніципалітети
- Бароне-Канавезе
- Кандія-Канавезе
- Кучельйо
- Монталенге
- Оріо-Канавезе
- Романо-Канавезе
- Скарманьйо
- Страмбіно